# Libor
London Interbank Offered Rate (LIBOR) er en daglig referencerente baseret på de rentesatser for usikrede lån, som banker tilbyder til andre banker inden for Londons pengemarked (eller interbankmarked). Renten fastsættes af British Bankers' Association på baggrund af kvoteringer fra de mest aktive banker i pengemarkedet. Efter at de laveste og højeste kvoteringer beregnes renten som et gennemsnit af de tilbageværende kvoteringer. LIBOR angives som en serie renter på udlån med varierende løbetid fra en dag til et år.
LIBOR-renten har en betydelig anvendelse også udenfor interbankmarkedet. Renten på obligationer med flydende rente afledes eksempelvis ofte gennem et påslag på LIBOR-renten (margin). LIBOR-renterne er også centrale indenfor værdiansættelse af forskellige derivater, swapper og andre finansielle instrumenter.
Alle større finansielle markeder har en tilsvarende rentesats, den rente som gør sig stærkest gældende i Euroområdet kaldes Euribor-renten. I Danmark kvoteres CIBOR på samme måde af de største aktører i kronemarkedet.